# Norton (keresztnév)
A Norton angol férfinév, a jelentése északi (városból való). 

## Gyakorisága
Az 1990-es években szórványos név, a 2000-es években nem szerepel a 100 leggyakoribb férfinév között.

## Névnapok
- június 6.[2]